# 7.5 Fuyu Fuyu Morning Musume Mini
„7.5 Fuyu Fuyu Morning Musume Mini“ е мини албум на японската група Morning Musume издаден на 13 декември 2006 година от Zetima Records. Албумът достига 14-а позиция в японската класацията за албуми.

## Списък с песните

### CD
1. „Aruiteru“ (歩いてる, Walking)
2. „Kira Kira Fuyu no Shiny G“ (キラキラ冬のシャイニーG, Kira Kira Fuyu no Shainii Gāru)
3. „Yuki / Ai × Anata ≧ Suki“ (雪／愛×あなた≧好き, Ai Bun no Yuki Kakeru Anata Dainari Ikōru Suki)
4. „Samui Kara Fuyu Da mon! (Dōmo Kōmo Naissu yo Mikitty)“ (寒いから冬だもん!～どうもこうもないっすよミキティ～)
5. „Kotatsu no Uta: Jyuken Story“ (コタツの歌～jyuken story～)
6. „Wa: Merry Pin Xmas!“ (わ～MerryピンXmas!)

### Лимитирано издание DVD
1. „Odore! Morning Curry“ (踊れ! モーニングカレー)
2. „Aruiteru“ (歩いてる, „Walking“)